# 巴傑 (愛荷華州)
巴傑（英語：Badger）是美国艾奥瓦州韋伯斯特縣下轄的一个城市。2010年人口统计为561人。